# Piekary (Udanin)

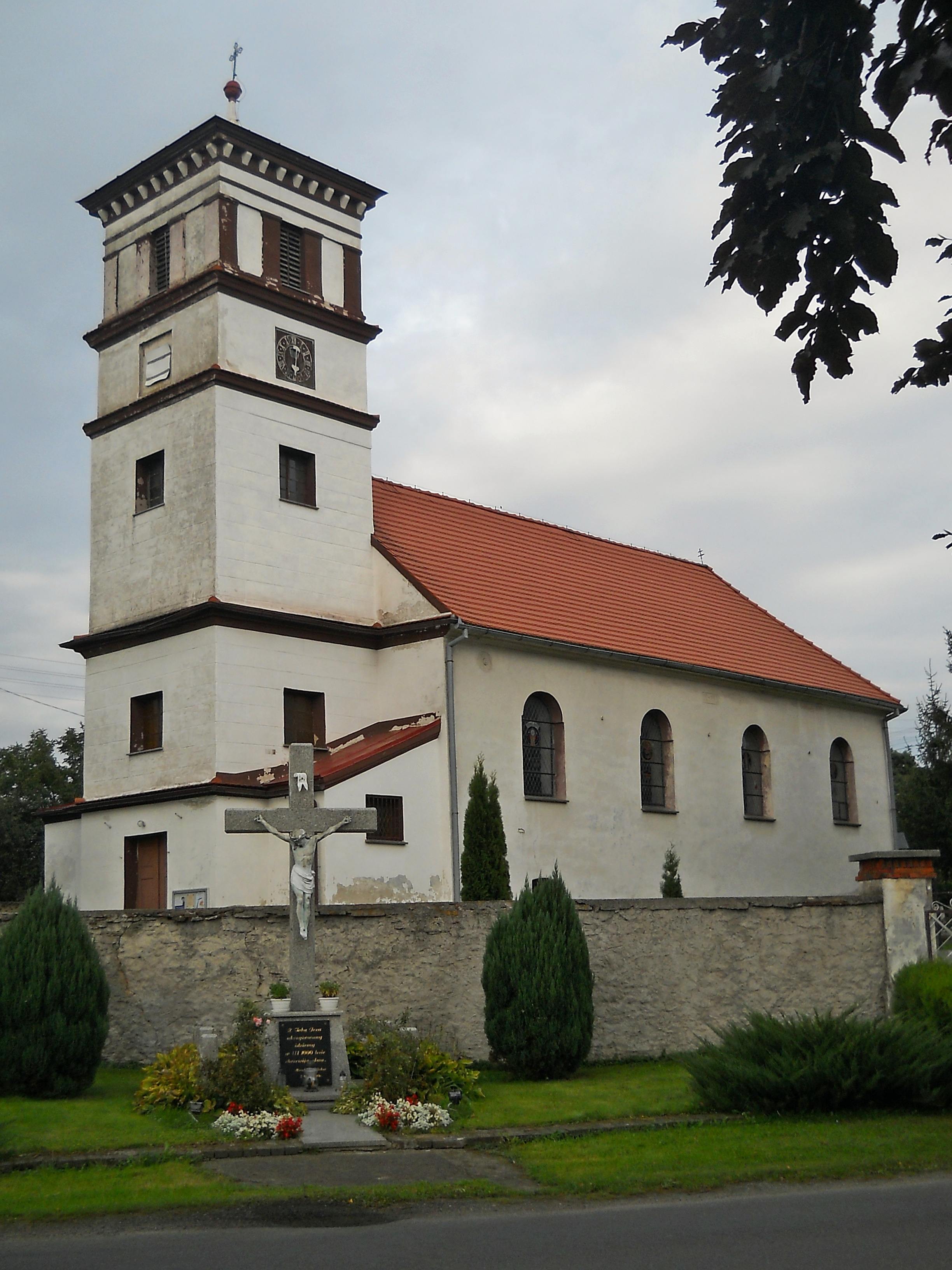
Kirche in Piekary

Piekary (deutsch Beckern) ist ein ehemaliges Klosterdorf, das heute zur Landgemeinde Udanin in der Woiwodschaft Niederschlesien in Polen gehört. Bis 1932 gehörte es zum Kreis Striegau, dann zum Kreis Neumarkt im Deutschen Reich.

## Geographie
Piekary befindet sich etwa zehn Kilometer nordöstlich von Striegau. Es lag an der Eisenbahnstrecke Striegau – Maltsch. Nur drei Kilometer westlich führt die von Waldenburg kommende Kohlenstraße über Striegau und Lüssen nach Maltsch am Dorf vorbei. Vom Norden her ist Beckern über die Autobahn Breslau – Berlin verkehrsgünstig erreichbar. Es liegt in einer sehr flachen Senke, etwa 170 bis 180 Meter über Meeresspiegel.

## Geschichte

### Vor der deutschen Einwanderung
Schriftlich ist über diese Zeit nichts überliefert, jedoch bezeugen zahlreiche Bodenfunde eine vorchristliche Besiedlung.
Südlich der Dorfgrenze, etwa da, wo sich heute das Familienbad befindet, ließen sich im Zeitraum von etwa 1860 bis 1909 unter anderem Gräber aus der älteren und jüngeren Bronzezeit (1450 bis 650 v. Chr.) sowie aus der früheren Eisenzeit (650 bis 450 v. Chr.) finden.
Im Norden des Dorfes, auf einem Plateau zwischen Leisebach und Bahnhof ließen sich Gräber von etwa 1200 bis 1000 v. Chr. finden. Westlich des Ortes und südlich der Straße nach Konary (Kuhnern) fand sich ein weiteres Gräberfeld, das sich nach den Urnen, Buckelgefäßen und Beigefäßen in die Zeit von 1200 bis 800 v. Chr. einordnen lässt. Im Süden, Südosten und Norden wurden noch weitere Funde aus ähnlichen Zeiträumen gemacht.

### Erste Erwähnungen
Zum ersten Mal urkundlich erwähnt wird das Dorf im Jahre 1305 als Peckir circa Pelascovitz (Beckern bei Pläswitz). In anderen Urkunden lässt sich ein Konrad von Be(k)kern finden. Wahrscheinlich sind schon vor diesen Erwähnungen Deutsche in das Gebiet eingewandert, genau lässt sich das jedoch nicht bestimmen.

### Klosterdorf
Am 5. März 1347 schenkte Frau Helke, die Mutter des Ritters Conrad von Czirn, das ganze Dorf Beckern „mit fröhlichem Angesichte“ dem Stift zu Striegau. Im selben Jahr wird die Beckner Kirche St. Martin erstmals erwähnt. Im Jahre 1576 lebten in Beckern 12 Bauern und hatten 390 Hektar Ackerfläche zur Verfügung. Nachdem 1719 die Dorfkirche abgebrannt war, wurde sie 1723 neu erbaut und Johannes dem Täufer geweiht.
Als die Region 1742 preußisch wurde, hatte das Striegauer Stift nicht nur die Einkünfte mit fünfzig Prozent zu versteuern. Es musste zusätzlich noch viel Geld für wirtschaftliche Anordnungen ausgeben: Aufbau einer Leinwand- und Spitzenfabrik, Förderung des Rapsanbaus und Anpflanzung von Maulbeerbäumen für die Seidenraupenzucht in den Klosterdörfern. Preußen befahl sogar den Nonnen, in ihren Dörfern Spinnschulen einzurichten und Bienen zu züchten. Das Stift war gezwungen, die Einnahmen aus den Klosterdörfern, auch von Beckern, zu verpfänden und Hypotheken aufzunehmen. Das Ende der Kloster-Ära nahte. Im Jahre 1765 lebten in Beckern elf Bauern, sieben Gärtner, 4 Freileute und 9 Häusler. Im Jahr 1785 hat Beckern 235 katholische Einwohner und umfasst 546 Hektar Ackerfläche.
Eine königliche Kabinettsorder von 1810 hob alle Klöster auf und verstaatlichte deren Güter. Nach 463 Jahren hörte Beckern auf, Klosterdorf zu sein.

## Kirche
Im Jahre 1335 zum ersten Mal erwähnt, ist die Kirche mit Sicherheit das älteste Bauwerk des Ortes. Zur Zeit des Dreißigjährigen Krieges hatte Luthers Lehre auch in Beckern Fuß gefasst. Laut einem bischöflichen Visitationsbericht von 1651 war die Kirche zu diesem Zeitpunkt aus Stein mit einem Gewölbe über dem Altar und einem hölzernen Dach, das sehr zerrissen war. Nach und nach wurde das Dorf rekatholisiert. Die Kirche brannte 1719 ab und wurde vier Jahre später neu erbaut, wobei sie die heutige barocke Innenausstattung erhielt. 1828 erhielt die Kirche ein massives Dach und im Folgejahr den heutigen Kirchturm. Der achteckige Taufstein ist aus Sandstein und stammt aus dem Jahre 1492. Im Turm hängen zwei Glocken, eine davon aus dem Jahr 1557. Eine dritte Glocke wurde im Zweiten Weltkrieg für Rüstungszwecke abgenommen. Bis 1900 war Beckern eine Filiale von Kuhnern, seitdem war die Gemeinde eine eigene Pfarrei, zu der Gäbersdorf mit der Filiale St. Ursula, Diesdorf, Förstchen, Lohnig und Taubnitz gehörten. Bis 1946 waren vier Pfarrer in Beckern tätig. Der erste polnische Pfarrer, Piotr Purgol, soll fließend deutsch gesprochen haben.

## Söhne und Töchter des Ortes
- Emanuel Adler (1845–1926), Komponist und Organist